# Ballo dei re

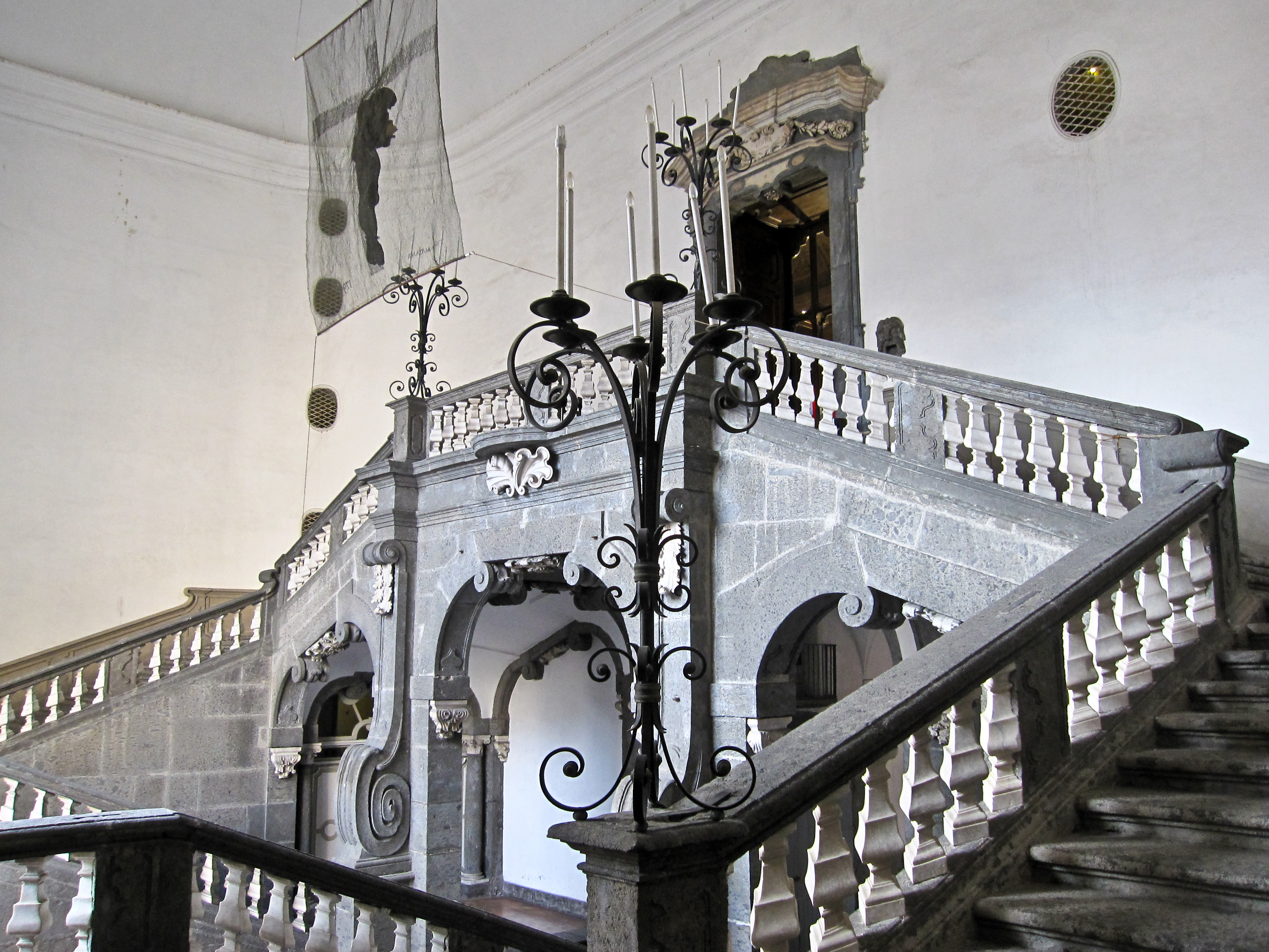
Lo scalone di Palazzo Serra di Cassano

Il ballo dei re (o ballo Serra) è un ballo tenutosi il 3 settembre 1960 a Napoli, a palazzo Serra di Cassano, in occasione delle regate veliche dei XVII Giochi Olimpici. Al ballo parteciparono numerosi principi, principesse, re e regine, facendo, per una notte, di Napoli il palcoscenico della mondanità mondiale.

## L'evento
La festa fu organizzata dai duchi Serra in un momento in cui l'Italia ricominciava un periodo di sviluppo economico e sociale, riscoprendo la voglia di vivere dopo gli anni oscuri della Seconda Guerra Mondiale. Erano gli anni della dolce vita. Gli oltre mille invitati provenienti dalle più alte sfere del jet set internazionale fecero del ballo un evento mondano unico nella storia di Napoli.
In occasione del ballo venne riaperto il portone principale di palazzo Serra di Cassano chiuso dal 1799 per il lutto per l'uccisione di Gennaro Serra.

## Gli invitati
Numerose pagine di quotidiani e rotocalchi vennero riempite con i dettagli dei preparativi. Le venti porchette o una vasca di zuppa di rum delle dimensioni di un uomo erano particolari che, dopo le privazioni della guerra, facevano sognare la gente. L'aristocrazia e l'alta borghesia erano pronte a tutto pur di consolidare il proprio status presenziando al ballo. Le cronache dell'epoca narrano di una vera e propria caccia all'invito, con i duchi Serra in fuga sul panfilo di famiglia pur di non aver a che fare con i numerosissimi esclusi.
- Giuliana e Beatrice dei Paesi Bassi
- Federica di Grecia
- Brigitta, Margareta e Desirèe di Svezia
- Don Juan delle Asturie
- Karim Aga Khan IV
- Mohammed V del Marocco
- Lo Scià di Persia Reza Pahlevi
- Jean e Charlotte di Lussemburgo
- Anna e Maria Cristina d’Aosta
- Il Principe d’Assia
- Giovanni di Borbone delle Due Sicilie
- I Visconti di Modrone
- Principi di Belmonte Lanza di Scalea e Lanza di Trabia di Sicilia
- Marella Caracciolo e Gianni Agnelli
- Aristotele Onassis e Maria Callas
- Elsa Maxwell
- Avery Brundage
- I Principi: Colonna, Orsini, Borghese, Ruspoli, Torlonia, Barberini, Odescalchi, Pignatelli, Pallavicino, Riario Sforza, Del Drago

Il principe Ranieri III di Monaco e la sua consorte, l'attrice americana Grace Kelly, pur essendo invitati al ballo preferirono non parteciparvi. Ufficialmente l'invito fu declinato per la recente scomparsa del padre della Kelly. Pare però che la scelta di non intervenire sia stata presa in seguito alle dichiarazioni della regina Federica di Grecia, che, durante una cena nei giorni precedenti al ballo, si oppose apertamente alla presenza di Grace Kelly dicendo: "Non desidero incontrarmi con un'attrice che gioca a fare la regina".
Un cronista scandalistico scrisse di come, dopo appena due ore dal suo arrivo, la giornalista Elsa Maxwell ebbe enormi difficoltà a scendere lungo lo scalone di palazzo Serra di Cassano per poi sbracciarsi in ampi saluti alla folla di curiosi assiepati lungo via Egiziaca a Pizzofalcone.